# شصت و پنجمین مراسم گلدن گلوب
۶۵مین مراسم گلدن گلوب هرساله در کشور آمریکا برای ارج نهادن به بهترین فیلم و تلویزیون برگزار می‌شود و در تاریخ ۱۳ ژانویه، ۲۰۰۸ ۶۵مین مراسم گلدن گلوب سال ۲۰۰۷ در هتل بورلی هیلتون برگزار شد. فیلم کفاره برنده بهترین فیلم درام شد. و مجموعه تلویزیونی مد من به عنوان بهترین سریال انتخاب شد و بهترین کارگردانی هم به جولیان اشنابل برای کارگردانی لباس غواصی و پروانه رسید

## نامزدی‌ها و جوایز
| بهترین فیلم | بهترین فیلم |
| درام | موزیکال یا کمدی |
| --- | --- |

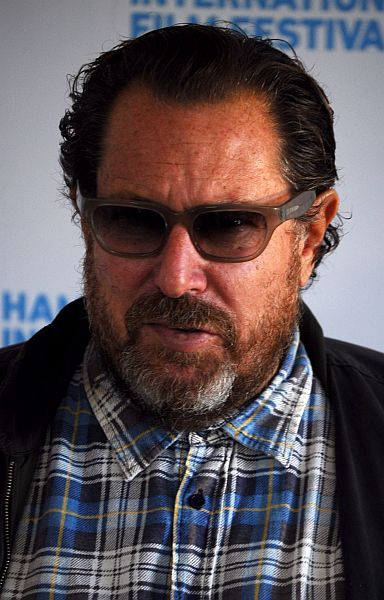
جولیان اشنابل، برنده بهترین کارگردان

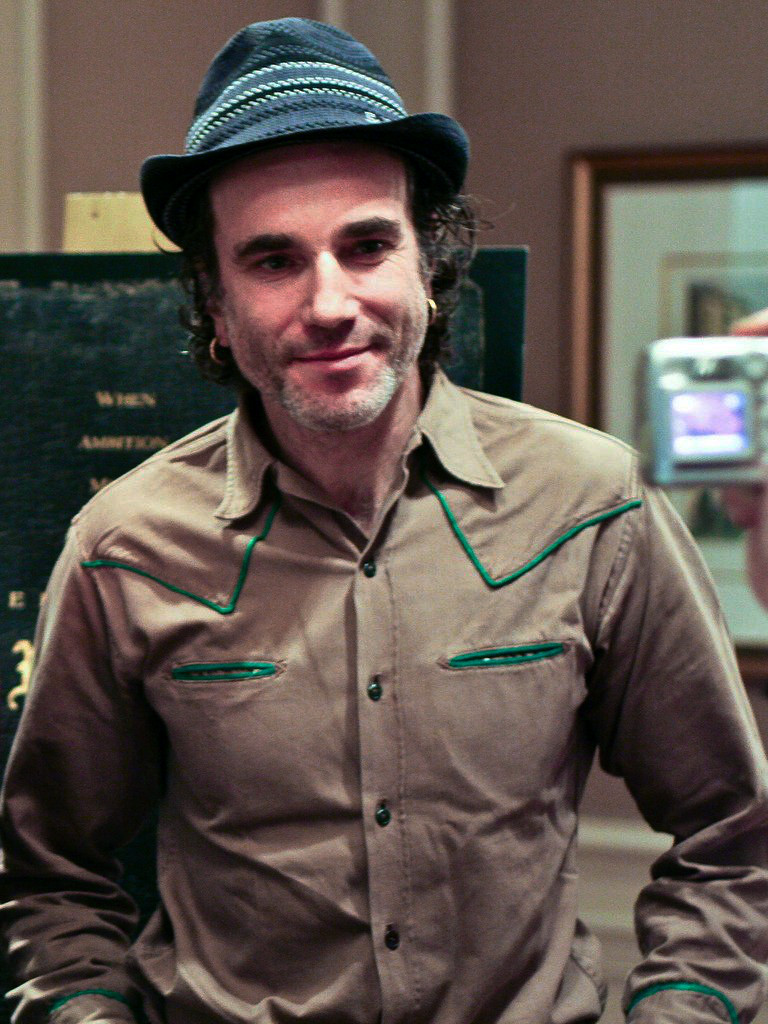
دانیل دی-لوئیس، برنده بهترین بازیگر مرد فیلم درام

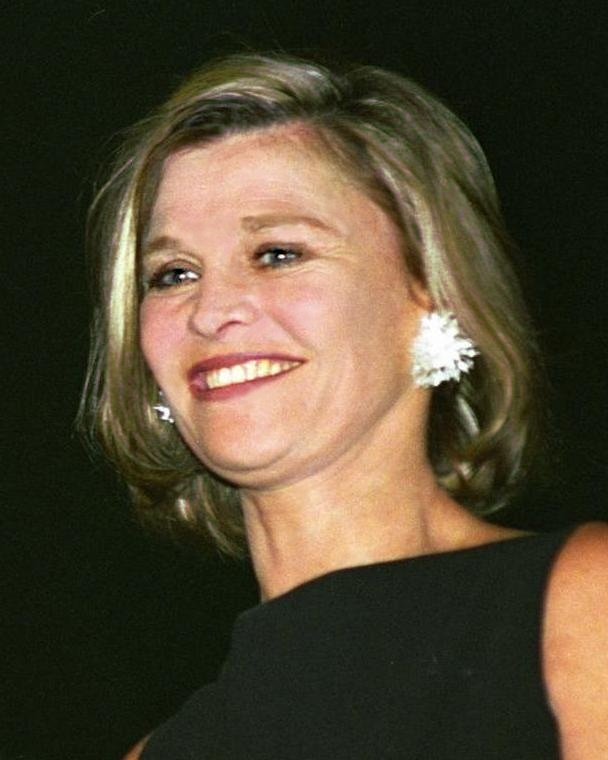
جولی کریستی، برنده بهترین بازیگر زن فیلم درام

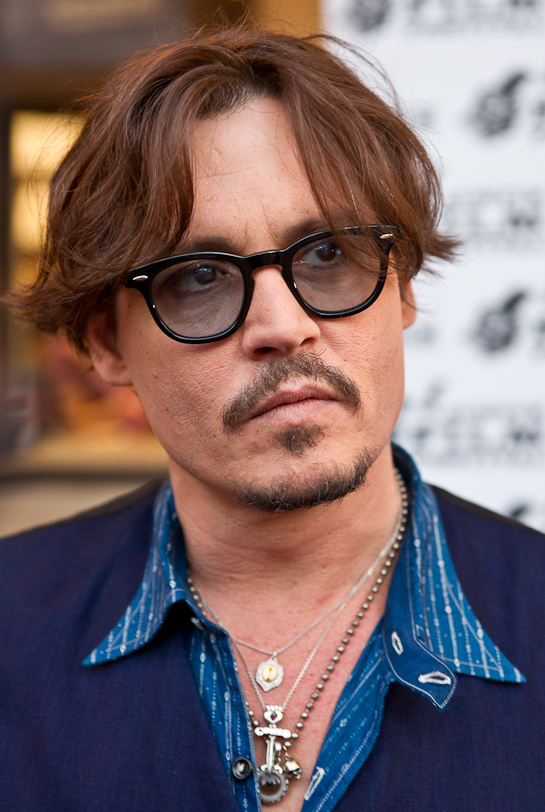
جانی دپ، برنده بهترین بازیگر مرد فیلم کمدی یا موزیکال

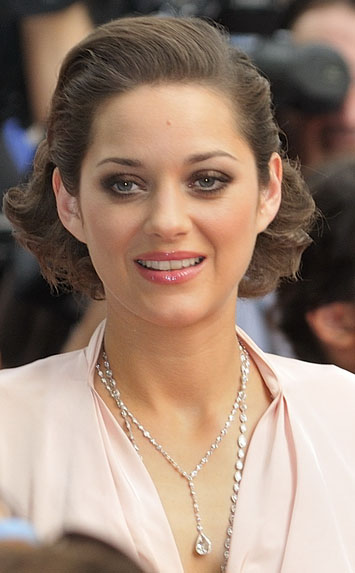
ماریون کوتیار، برنده بهترین بازیگر زن فیلم کمدی یا موزیکال

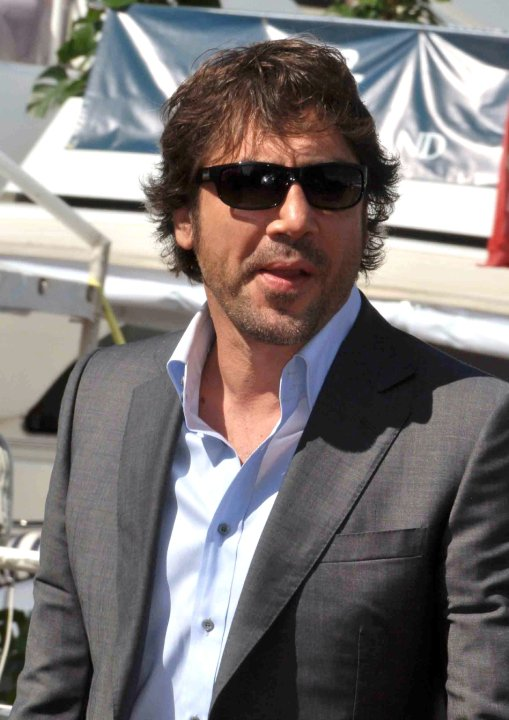
خاویر باردم، برنده بهترین بازیگر مکمل مرد فیلم درام

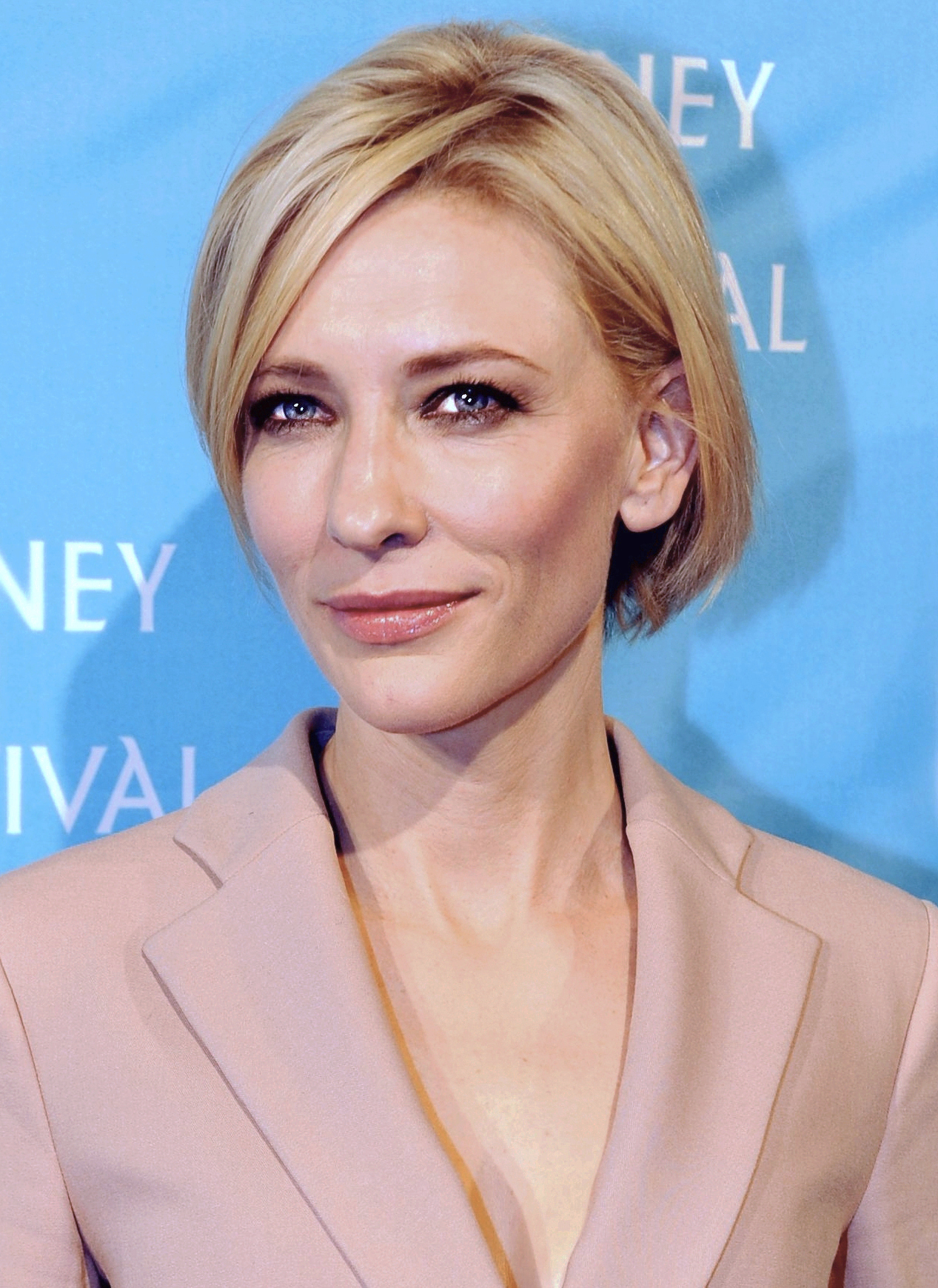
کیت بلانشت، برنده بهترین بازیگر مکمل زن فیلم درام

| - - کفاره - گانگستر آمریکایی - قول‌های شرقی - مناظره کنندگان بزرگ - مایکل کلیتون - جایی برای پیرمردها نیست - خون به پا خواهد شد | - - سوئینی تاد: آرایشگر شیطانی خیابان فلیت - در سراسر جهان - جنگ چارلی ویلسون - اسپری‌مو - جونو |
| بهترین اجرای فیلم - درام | |
| بهترین بازیگر مرد | بهترین بازیگر زن |
| - - دانیل دی-لوئیس برای فیلم خون به پا خواهد شد - جرج کلونی برای فیلم مایکل کلیتون - جیمز مک‌آووی برای فیلم کفاره - ویگو مورتنسن برای فیلم قول‌های شرقی - دنزل واشینگتن برای فیلم گانگستر آمریکایی                                                          | - - جولی کریستی برای فیلم دور از او - کیت بلانشت برای فیلم الیزابت: دوران طلایی - جودی فاستر برای فیلم بی‌باک - آنجلینا جولی برای فیلم قلب قدرتمند - کیرا نایتلی برای فیلم کفاره                             |
| بهترین اجرای فیلم - موزیکال یا کمدی | |
| بهترین بازیگر مرد | بهترین بازیگر زن |
| - - جانی دپ برای سوئینی تاد: آرایشگر شیطانی خیابان فلیت - رایان گاسلینگ برای فیلم لارس و دختر واقعی - تام هنکس برای فیلم جنگ چارلی ویلسون - فیلیپ سیمور هافمن برای فیلم خانواده سوج - جان سی ریلی برای فیلم پیاده‌روی هارد :دیویی کاکس داستان              | - - ماریون کوتیار برای فیلم زندگی مانند گل سرخ - امی آدامز برای فیلمافسون‌زده - نیکی بلونسکی برای فیلم اسپری‌مو - هلنا بونهام کارتر برای فیلم سوئینی تاد: آرایشگر شیطانی خیابان فلیت - الن پیج برای فیلم جونو |
| بهترین اجرای برای نقش مکمل در فیلم- درام، موزیکال یا کمدی | |
| بهترین بازیگر نقش مکمل مرد | بهترین بازیگر نقش مکمل زن |
| - - خاویر باردم برای فیلم جایی برای پیرمردها نیست - کیسی افلک برای فیلمترور جسی جیمز به وسیله رابرت فورد بزدل - فیلیپ سیمور هافمن برای فیلم جنگ چارلی ویلسون - جان تراولتا برای فیلم اسپری‌مو - تام ویلکینسون برای فیلم مایکل کلیتون                       | - - کیت بلانشت برای فیلم من آنجا نیستم - جولیا رابرتز برای فیلمجنگ چارلی ویلسون - سیرشا رونان برای فیلم کفاره - امی رایان برای فیلم رفته عزیزم رفته - تیلدا سوئینتن برای فیلم مایکل کلیتون                  |
| بهترین کارگردانی | بهترین فیلمنامه |
| - - جولیان اشنابل برای کارگردانی لباس غواصی و پروانه - تیم برتون برای کارگردانی سوئینی تاد: آرایشگر شیطانی خیابان فلیت - برادران کوئن برای کارگردانی جایی برای پیرمردها نیست - ریدلی اسکات برای کارگردانی گانگستر آمریکایی - جو رایت برای کارگردانی کفاره | - - جایی برای پیرمردها نیست - جونو - کفاره - لباس غواصی و پروانه - جنگ چارلی ویلسون |

### فیلم‌هایی با چندین نامزدی
| نامزدی‌ها | فیلم                                   |
| -------- | -------------------------------------- |
| ۷        | کفاره                                  |
| ۵        | جنگ چارلی ویلسون                       |
| ۴        | مایکل کلیتون                           |
| ۴        | جایی برای پیرمردها نیست                |
| ۴        | سوئینی تاد: آرایشگر شیطانی خیابان فلیت |
| ۳        | گانگستر آمریکایی                       |
| ۳        | قول‌های شرقی                            |
| ۳        | اسپری‌مو                                |
| ۳        | جونو                                   |
| ۳        | لباس غواصی و پروانه                    |

### فیلم‌هایی با چند جایزه
کفاره، سوئینی تاد: آرایشگر شیطانی خیابان فلیت، لباس غواصی و پروانه، جایی برای پیرمردها نیست ۲ گوی زرین

## بهترین سریال تلویزیونی
| بهترین سریال                                                      | بهترین سریال                                                     |
| جایزه گلدن گلوب بهترین سریال تلویزیونی                            | جایزه گلدن گلوب بهترین سریال موزیکال یا کمدی                     |
| ----------------------------------------------------------------- | ---------------------------------------------------------------- |
| - - مد من - عشق بزرگ - خسارات - آناتومی گری - دکتر هاوس - تودورها | - - اکستراز - ۳۰ راک - کالیفرنیکیشن - انتورایج - داوودی‌های زورگو |

## برندگان گوی زرین مرد و زن سریال تلویزیونی

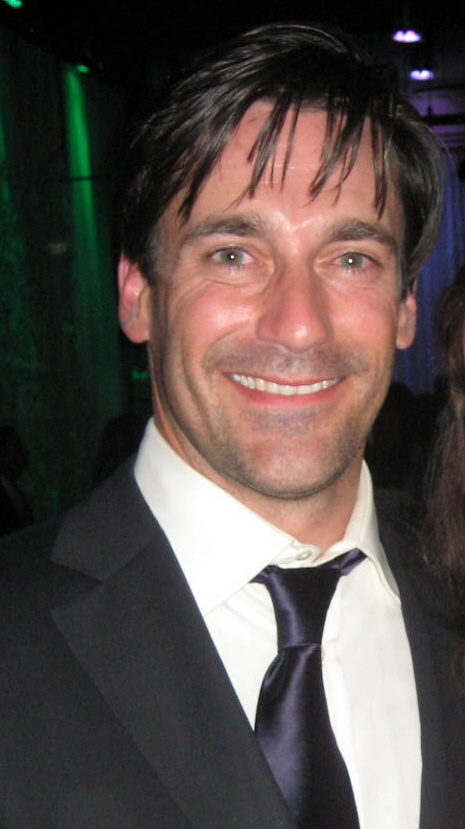
جان هام، برنده بهترین بازیگر نقش اول مرد در یک سریال تلویزیونی - درام
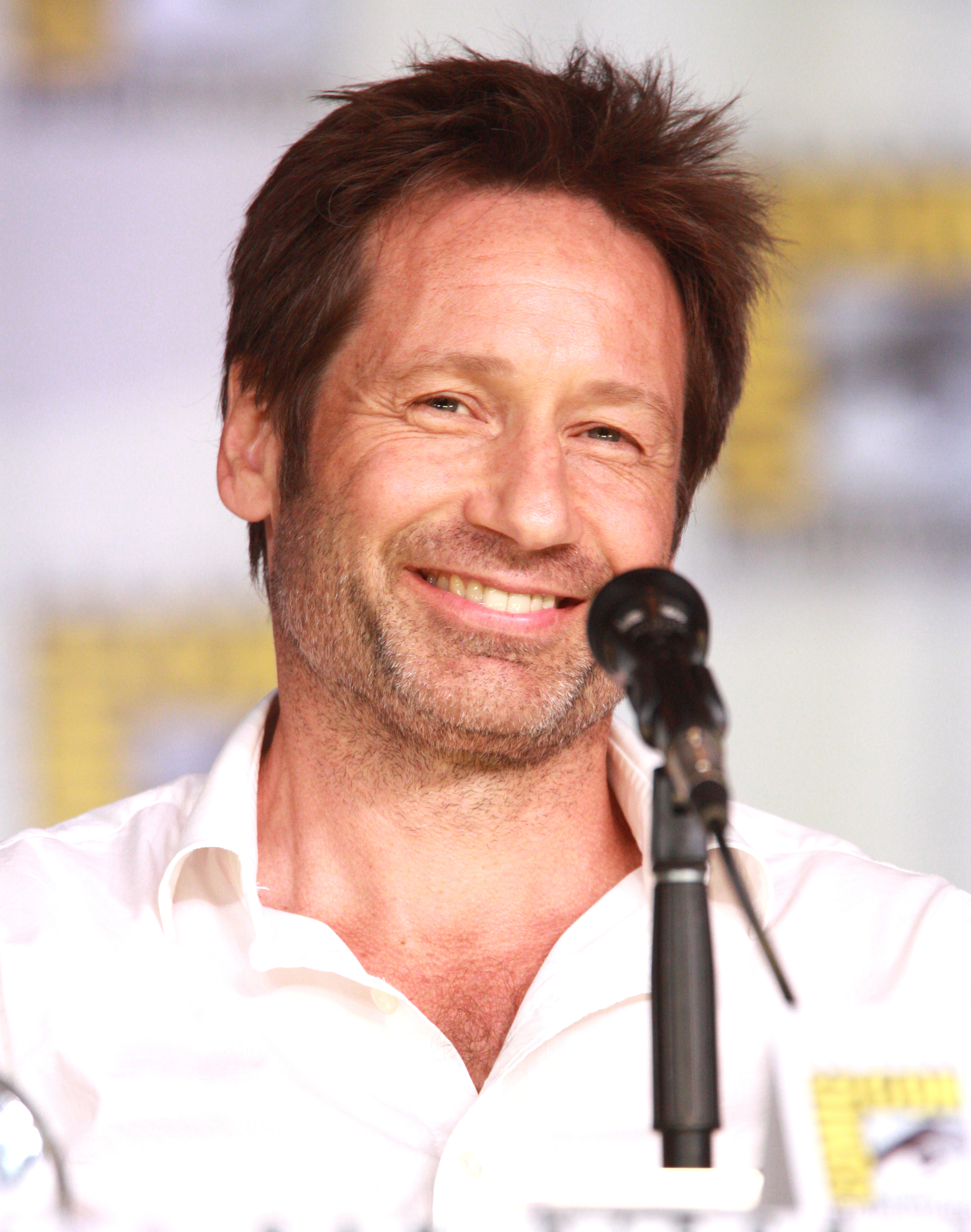
دیوید دوکاونی، برنده بهترین بازیگر نقش اول مرد در یک سریال تلویزیونی - موزیکال یا کمدی
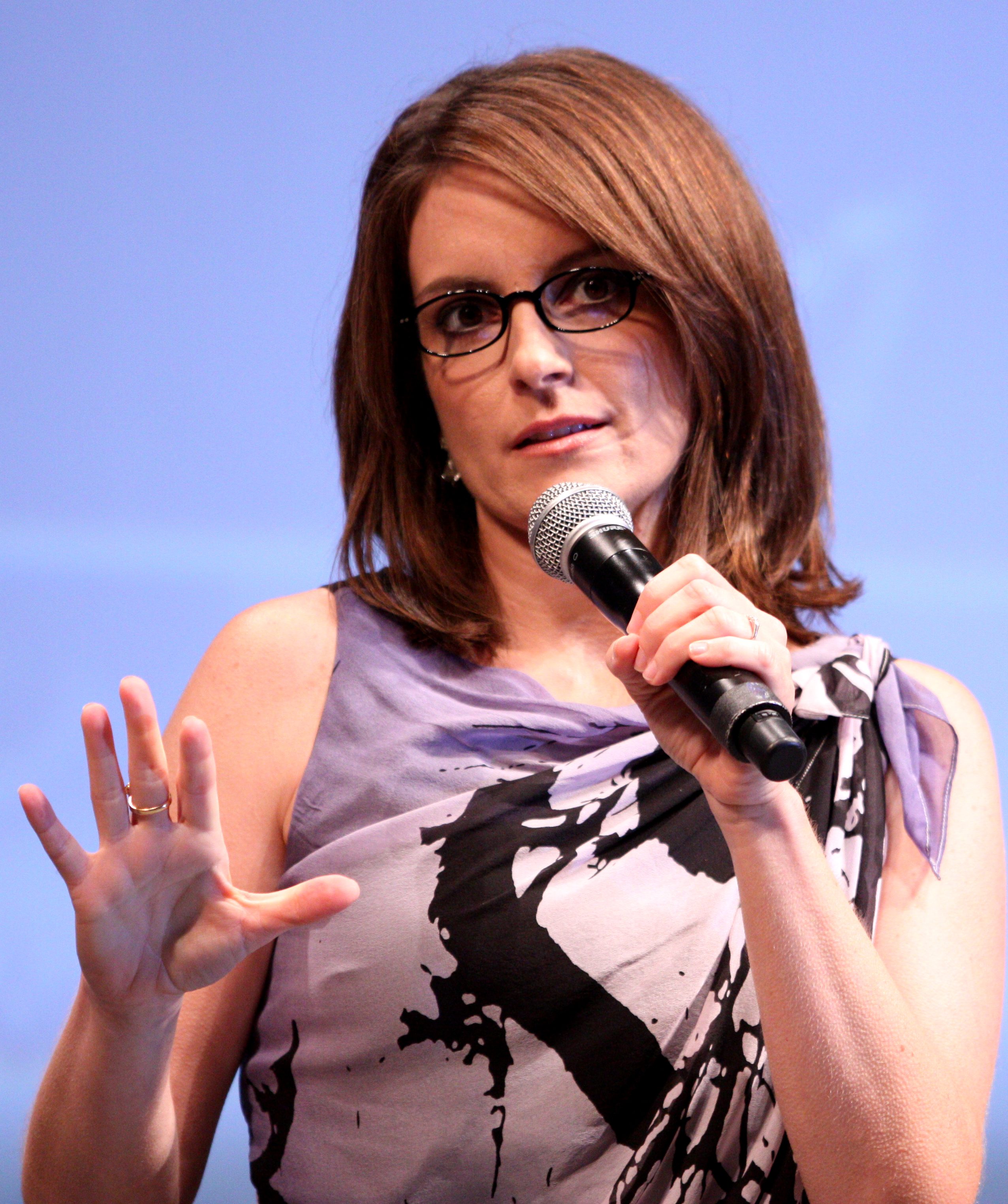
تینا فی برنده بهترین بازیگر نقش اول زن در یک سریال تلویزیونی - کمدی یا موزیکال

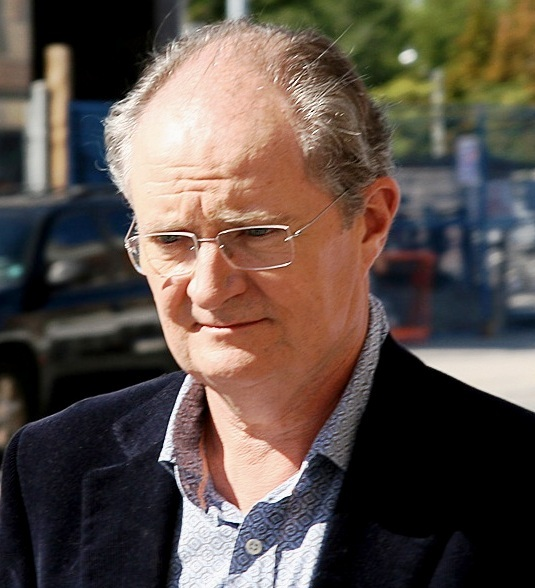
جیم برودبنت، برنده بهترین بازیگر نقش اول مرد در یک مینی سریال یا فیلم ساخته شده برای تلویزیون
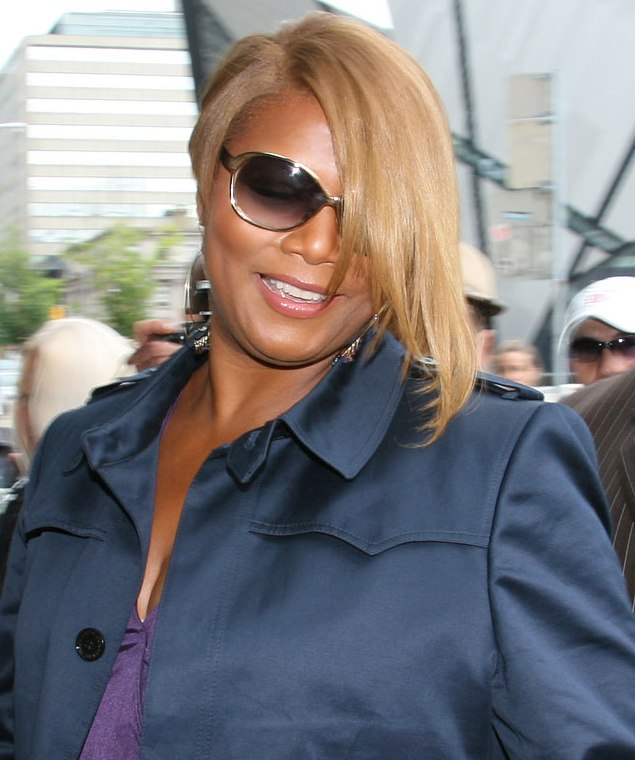
کویین لطیفه، برنده بهترین بازیگر نقش اول زن در یک مینی سریال یا فیلم ساخته شده برای تلویزیون
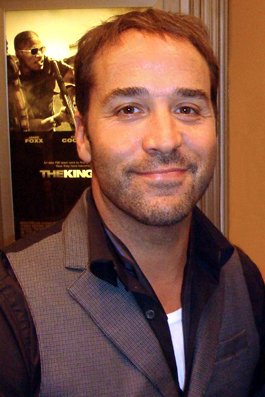
جرمی پیون، برنده بهترین بازیگر مرد در نقش مکمل در یک ، مینی سریال یا فیلم ساخته شده برای تلویزیون
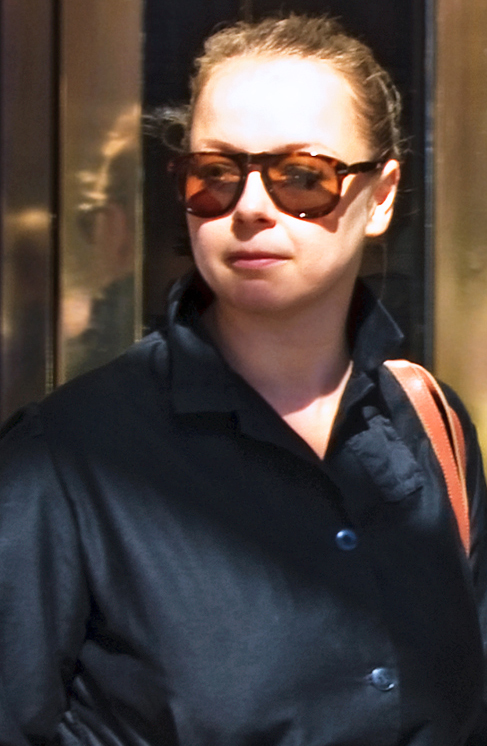
سامانتا مورتون، برنده بهترین بازیگر زن در نقش مکمل در یک ، مینی سریال یا فیلم ساخته شده برای تلویزیون